# Роми у лесковачком крају

## Култура рома
Када су пре петнаест векова Роми кренули из своје прадомовине на свој неизвесни и непознати пут, који код неких и данас траје, са собом су понели своје посебности, карактеристичне само за њих. На том свом "проклетом" путу Роми су се сусрели са много других народа. Са некима су живели заједно, а од других јасно били издвојени. Долазећи у контакт са појединим народима на одређеним територијама, Роми су попримили поједине њихове особености, навике, понашања и елементе њихових култура. Међутим, и много тога је на различите начине из културе Рома прешло у културе народа са којима су или директно или индиректно имали контакте и додире. Према томе, ромска култура је веома обимна и сложена, јер потиче из богате културе Индије, а елементи ове културе нису начињени само из ризнице индијске културе већ су и хибрид многих других култура, цивилизација и простора. Ромска култура има све неопходне конструктивне елементе и чиниоце који представљају организовану целину, односно националну културу. Ова култура припада индијској култури али са начелима која непобитно говоре о ромском културном и етничком пореклу и идентитеу. Основа ове културе почива на на једном препознатљивом начину живота, којем одговара одређен поглед на свет и човека.Док су многе културе нестајале, а друге настајале кроз развитак цивилизације, ромска култура је остала и развијала се својим током без обзира на то шта се временом дешавали ромском народу. Зашто? Најједноставнији одговор на ово питање састојао би се у следећем: без обзира на то где би се Роми зауставили или насељавали, увек су чинили компактну целину, јасно омеђену унутар једне урбане насељене средине. И данас, у сваком граду или селу где је већа концентрација овог народа постоји по једна или више њихових махала. На овај начин они су очували и даље одржавају своје специфичности, односно своју културу. Ромска култура се одржала и захваљујући архаичном и патријархалном животу Рома. Они су били носиоци културе на појединим местима, нарочито када се радило о материјалној култури (прерада метала, добијање и израда предмета од дрвета и друго), а такође одиграли су значајну улогу у преношењу културних вредности појединих народа са којима су долазили у контакт, те се, према томе, ромска култура показала беома функционалном. Без обзира на утицаје које је претрпела, ромска култура је сачувала своју суштину. Срж ове културе остала је кристално чиста: у њој срећа, љубав и слобода заузимају централно место. Пошто ромски народ дуго није имао своју писану културу, она се прносила усмено, с колена на колено, и захваљујући томе сачуван је ромски језик, обичаји, веровања, легенде, песме, приче и друго.
Песме рома су пуне љубави, слободе, патње, искрености и др., јер су оне део ромског живота и духа, и пуне су инстинитости. Старе, изворне песме, које чува и и негује музичко-поеткска секција КУД "Шевкет Ибраимовић", сасвим сигурно у сваком човеку буде осећај љубави, јер те песме су, како кажу Роми - бол. У новије време јавља се већи број Рома песника, чији стихови сликају ромски живот. Таква једна група налази се и у КУД "Шевкет Ибраимовић" у Лесковцу.
Ево шта каже један ромски филозоф и ромолог:
Најзрелији плод ромске културе је њена музика. Код ромске музике најдирљивије и најузбудљивије је невиност њеног заноса и спонтана радост која, повезује истовремено извођача и спонтана радост која, повезује истовремено извиђача и слушаоца. Ритам музике је уједно ритам мисли и духа, ритам срца и крвотока. Музика је саставни део живота и духа ромског народа'...
Веома честа појава кад чланови музичке и фолклорне секције КУД "Шевкет Ибрахимовић" изводе свој програм на сцени, публика у гледалишту игра и пева са њима.
Обичаји Рома су у виду неписаних закона са веома снажним везама које омогућавају беспрекорно поштовање, чиме се успоставња контрола и норме понашања. Обичаји су пуни неког веровања са доста магијског. За ромске обичаје је карактеристично да се увек јављају у облику карактеристичних церемонијалних ритуала, Без обзира нато што су Роми живели у различитим срединама и били изложени разлилитим утицајима, они су сачували огроман број својих обичаја који су до дан-данас остали аутентични. Од карактеристичних обичаја истакао бих ромску свадбу (romaano bijav), Бал за кућу(abav e čerese), Васуљицу, Ђурђевдан, Сунет и друго.

## Етнично прилагођавање и изједначавање
Изједначавању Рома највише помажу женидбене безе међу њима. По телесним одликама, Роми се знатно међусобно разликују. Тамнија комплексија и средњи расту су највише изражени међу Ромима, међутим има доста Рома средње комплексије, а има и оних плаве комплексије. Ово показује да је међу Ромима било крвног мешања са преставницима других народа.
У области материјалне културе изједначавање Рома је било најбрже, јер живе у истој средини, баве се истим и сличним занимањима и станују у сличним кућама. Видљиве разлике постоје између имућнијих и сиромашнијих домаћинстава, јер богатија домаћинства имају куће с више просторија - одељења, са бољим унутрашњим уређењем и већоом хигијеном, са савременим купатилима, док сиромашне породице не могуда приуште себи све услове савременог живота.
Ношња код Рома је доста различита, а нарочито међу генерацијама. Деца и омладина носе обућу и одећу најсавременијег тренда, као деца и омладина других народа у окружењу, а то су фармерке, дуксерице, ролке, блузе, јакне, патике и друго, што се продаје на робним пијацама или у бутицима. Ношња средње генерације зависи од њихове материјалне ситуације, али код већине провладава ношење сакоа, панталона или фармерки. Мали број Рома носи одело, кошуљу и кравату. На галви не носе шешир или качкет.
Младе жене и девојке мажу лице кремама, белилом, користе сенку и крејон, а мало или уопште не користе парфеме. Старе жене обавезно носе на глави мараме које су у већини случајева шарене, јаких и живих боја, затим сукње на "растеж" које су у боји или шарене, са тамнијим бојама, и близе истог или сличног материјала и дезена као и сукње.
Роми имају различите језичке дијалекте, а неки кажу да им говор зависи од племенског порекла, али језик је један. У ромском језику има речи из арапског, турског и српског језика. И до данашњег дана ромски језик није стандардизован. Што се тиче психичких особина Рома, карактеристично је на пример да муж жену не сматра равном себи, задовољење са малим, излагање претераним тришковима за свадбе, расположење је ведро и весело. Воља да се живи код Рома је изражена, без обзира на проблеме и тешкоће које прате живот.

## Занимања Рома
Роми су познати по својим старим традиционалним занимањима, они су: ковачи, чистачи, џамбаси, свирачи на разним инструментима, конопљари, сплеткаши и друго. У новије време међу Ромима је све више савремених занимања као што су радници по фабримама, трговци, инжињери, просветни радници и др., што је утицало на промену и у раду и у животу Рома. Има ромских насеља и средина у којима је од старих традиционалних занимања само музиканство остало, а већина се бави легалном и нелегалном трговином. Ковачки занат међу Ромима се одржао по селима, где се израђују земљорадничка опрема, као што су мотике, лопате, секире, српови, раоници и ситнији предмети - клешта, машице и слишчно. Ови производи се праве по поруџбини или се износе на тржиште - пијаце.
Лесковачки Роми одлазе у наднице по селима и у Војводини или раде на пољопривредним добрима. Данас се највећи број Рома бави се трговином текстилне и техничке робе на закупљеним тезгама на пијацама. Мали број је запослен у фабрикама, и то у текстилној индустрији, металској, у ЈКП (Јавно-комунално предузеће), а неколико њих ради у хемијској индустрији. Има и Рома који су на привременом раду у иностранству.

## Јела и пића
Роми по свом материјалном стању спадају у сирмашније слојеве лесковачког становништва (мада се и ту стање мења), па им је исхрана била оскуднија. Са побољшањем материјалних могућности побљшали су се и услови за исхрану. Међтим, разноврсност намирница у исхрани, поред материјалних услова, зависила је и од традиције образовања. Роми су скромнији у исхрани и задовоњни су оним чиме располажу. 
Све се више једе на начин да сваки члан породице једе из посебног тањира, са осталим сервисом за ручавање (кашика, нож, виљушка и др.). Поред меса, хлеб је важан састојак у исхрани, купује се у продавницима, а има породница у којима жене месе хлеб. Пре двадесет и више година Роми су највише користили овчије месо, док се у последње време највише користи свињско, па онда јунеће и говеђе. Од поврћа највише користе паприку, парадајз, пасуљ и кромпир. Купус се много користи зими и скоро да нема породице која у току недеље не користи јело од купуса, а највише тзв. "ашој", осносно вариво. Млеко и јаја користе највише деца. Алкохолна пича у великој мери користе мушкарци. Највише се пију ракија и пиво. 

## Склапање брака
Лесковачки Роми бракове склапају у оквиру своје националне заједнице, а веома су ретки и појединачни слулајеви склапања бракова са припадницима других народа или националних мањина.
Брак се склапа рано, тако да има случајева да се девојка удаје за младића - дечака, да обоје имају по 13 година. Бракови се обично склапају између 13. и 17. године, а има и оних који се склапају када су млада и младожења пунолетни. Рано склапање бракова иам своје корене из Индије , прадомовине Рома.
Момци и девојке се сами упознају  и кад се заволе договарају се о браку. Брак настаје на два начина . Или се девојка проси или, због неслагања од страна родитеља "бежи", односно самостално прелази да живи са својим изабраником у кућу његових родитеља. Неретко се дешава да родитељи младожење организовају отмицу изабране девојке њеном вољом или без њене воље. Када се девојка проси, родитељи младожење иду у кућу родитеља девојке да се договоре када ће бити свадба или неко друго весеље и на који начин ће девојка званично прећи да живи код родитеља младожење. При просидби може се говорити и о миразу, уколико родитељи девојке желе да јој дају мираз. Приликом ступања у брак веома важну улогу има сродство: због крвних веза забрањено је узети девојку из ближег или дађег рога.
Свадбе код лесковачких Рома некад би почињале у среду, а завршавале у понедељак. У новије време, због жеље да се свадбе праве у хотелу, ово правило је поремећено. а термини свадбе забисе од тога када је котел слободан. Свадбе су веома скупе са много званица, а обављају се уз доста јела и пића. Ромске свадбе су веома бучне и темпераментне, а прати их тачно одређени традиционални ритуал од почетка до краја. Брак код Рома се много више заснива на морално-породичним принципима, па бог тога има доста правно невенчаних бракова. Склапање бракова код матичара није свечано, већ формално.

## Породични живот
Ромска породица је многочлана, јер жене рађају по више деце. Некада су жене рађале по десеторо деце, али уназад десетак година жене не рађају више од троје деце, а просечно по двоје. Више воле мушку децу, али ако се роди женско оно се више чува и пази. На више од троје деце одлучују се парови којима је прво дете била девојчица па се иде на то да се рађају деца све док се не роди мушко дете. Када се дете роди, долази родбина, пријатељи и комшије да честитају принову. Трећег дана после рођења кум даје име новорођенчету. Некада су се имена деци давала по прецима и била су више муслиманска него православна, као на пример: Тајле, Елдемез, Суља, Дене, Џафер, Бајрам, Мустафа, Расим. Сада се деци махом дају православна имена, имена из Библије, а има и западних имена.
Породицу чине муж и жена са децом, ау неким породицама су још деда и баба. Мушкарци се у честим додирима са осталим светом у окружењу, па су просвећенији од жена, које су конзервативније у сваком погледу. Са разбојем трговине, међу Ромима све више жена путује ради набавке робе, што им пружа прилиу да изађу из своје средине у окојој се мало шта дешава и улазе у свет протока информација, људи, новца и робе. Жена је у породици задужена за одржавање  куће, одгој деце и да ућествује у радовима и послвима ван куће, кад је то могуће.
Мајка је веома везана за децу, а деца за њу, док не пођу у школу. Тако дете прва сазнања и информације прима од мајке која је увећини случајева веома мало образована и просвећена. мали је број ромске деце која иду у обданиште или забавиште. У ромској породици која има више деце дели се постепено, и то како се који син жени тако се и дели, док отац и мајка остају са најмлађим сином. Устаје се рано, домаћица спрема доручак за децу, а домаћин иде на посао. Затим деца одлазе у школу, а домаћица остаје да очисти и спрема кућу и ручак. Сви чланови породице се обавезно окупе за време вечере. 

## Годишњи обичаји
Иако се лесковачки Роми по вероисповести разликују, њихови обичаји везују се поједине хришћанске, и то више православне празнике. Празнике поштују и старије и млађе генерације. Роми од свих празника најмасовније празнују православну Нову годину - Васуљицу и Ђурђевдан. Ђурђевдан је маја и трају више дана. Претходно се комплетно чисти и сређује куча и све што је у њој. Првог дана Ђурђевдана, рано ујутру, коље се јагње као култна жртва. Такође ујутру жене, девојке и деца одлазе на оближње реке (Ветерница) где беру врбове гранчице . Врбовим гранчицама ките се дворишне капије, кућни улази и прозори. Ови обичаји се обављају ради зравља и напретка укућана. Они који славе славу иду у цркву да се моле за здравље, срећу и напредак својих укућана и најближих и тамо купују свећу за славу. За три дана док траје празник Роми се међусобно позивају на ручак и вечеру. На други дан Ђурђевдана преподне излази се на гробље. Истог дана, у попдневним часовима, организује се у ромским насељима, на трговима, игранке са веома бучном музиком.
Поред ова два празника, славе се и други већи празници као што су Свети Никола, Аранђеловдан, Божић, Митровдан, Петровдан и други.

## Веровања Рома
Роми верују у снове. Када се сања жито, каже биће здравља; када се сања пас - појавиће се непријатељ; када се сања змија - родиће се дете. Верује се да снови показују будуће догађаје. Роми верују да је "Бенг" - ђаво онај који може да нашкоди човеку. Верује се и у поштовање вештица које могу донети болест и унесрећити човека. Вештицом се сматра стара и зла жена.
По неким знацима, старе, уважене жене предсказују шта ће се догодити. Постоји веровање да вашке представљају паре, као и да ће онај кога сврби длан добити или дати паре. Ако некоме зуји уво, верује се да ће чути неки глас. По облику стомака труднице предсказује се да ли ће родити мушко или женско дете, односно ако је стомак труднице елипсасто избачен - родиће се мушко дете, односно ако је стомак труднице округлог облика - родиће се девојчица. Верује се и у загробни живот.